# Brilliant Disguise
Brilliant Disguise ist ein Lied von Bruce Springsteen. Es erschien 1987 auf dem Album Tunnel of Love. Es war die erste Singleauskopplung des Albums.

## Geschichte
Wie das gesamte Album wurde auch dieser Song in Springsteens Heimstudio zusammen mit Mitgliedern der E Street Band zwischen Januar und Mai 1987 eingespielt.
Der Text zeigt ein Geständnis von Selbstzweifel des Sängers. Die Emotionen im Lied sind Verwirrung, Eifersucht und Angst darüber, dass die Frau des Sängers eine Fremde für ihn wurde. Der Song thematisiert die Masken, die Menschen tragen und die Bitterkeit, die entsteht, wenn man die Dunkelheit realisiert, die hinter diesen Masken liegen kann. Der Sänger kämpft darum, die Dinge richtigzumachen, aber es gelingt ihm nicht. Er kann weder sich, noch seiner Frau trauen. Beide spielen ihre Rollen weiter, er spielt den treuen Mann und sie die liebende Frau, dennoch ist der Sänger zerfressen von Selbstzweifel.
Der Song ist auch auf dem Album The Tunnel of Love veröffentlicht worden.

## Musikvideo
Regie führte Meiert Avis.
Das Video reflektiert effektiv die Emotionen des Liedes. Der Sänger sitzt ungemütlich auf der Ecke eines Stuhls. Während er singt, spielt er Gitarre und schaut direkt in die Kamera, ohne den Blick abzuwenden. Das Video ist in einer kontinuierlichen Aufnahme, ohne Schnitte, aufgenommen.